# Bowditch Crests
Die Bowditch Crests sind eine Kette steil abfallender und bis zu 1670 m hoher Kliffs an der Bowman-Küste des Grahamlands auf der Antarktischen Halbinsel. Auf der Bermel-Halbinsel werden sie von vier Berggipfeln überragt.
Fotografiert wurden sie im November 1935 bei einem Überflug des US-amerikanischen Polarforschers Lincoln Ellsworth. Diese Luftaufnahmen dienten dem US-amerikanischen Geographen W. L. G. Joerg einer ersten Kartierung. Der Falkland Islands Dependencies Survey nahm 1958 eine geodätische Vermessung des Gebiets vor. Das UK Antarctic Place-Names Committee benannte die Kliffs nach dem US-amerikanischen Astronomen und Mathematiker Nathaniel Bowditch (1773–1838).